# Алеевы
Алѣевы — российский дворянский род столбового дворянства. Внесён в VI часть Родословной книги.
Алеев — древняя татарская фамилия. Происходит от арабского имени Али (в переводе с арабского языка — «высокий, знатный, достойный») в русской огласовке и соответствующей фамилии Алиев. Её носит один из персонажей «Записок из Мёртвого дома» Ф. М. Достоевского — татарин по национальности.
В Гербовник внесены две фамилии этого имени, разного происхождения:
1. Алеевы, предок которых жалован был поместьем от Ивана IV Грозного в 1580 году. (Герб. Часть IV. № 58).
2. Потомки Владимира Нагаева (Нечаев) сына Алеева, написанного в 1595 году в десятню Мещерян детей боярских и пожалованного поместьем. (Герб. Часть VII. № 31)[1].

В списке владельцев населённых имений 1699 года находится трое Алеевых.

## Описание гербов
ОГ IV, 58
Щит разделён горизонтально на две части, из коих в верхней, в красном поле изображён золотой крест и под ним крестообразно два серебряных ружья. В нижней части в голубом поле золотая решётка, на поверхности которой по серебряной полосе виден натянутый лук и стрела, летящая вверх. Щит увенчан обыкновенным дворянским шлемом с дворянскою на нём короною и тремя страусовыми перьями. Намёт на щите голубой и красной, подложенный золотом.
ОГ VII, 31
В щите, имеющем красное поле, между двумя серебряными полумесяцами, рогами обращёнными к бокам щита, изображён золотой меч, остриём вниз. Щит увенчан дворянскими шлемом и короною с страусовыми перьями. Намёт на щите красный, подложенный золотом. Щит держат два воина с пиками.
Алеев Александр Ростиславович. В сл. и класс. чине с 1863. ДСС с 1894. Якутский Вице-губернатор (01.02.1902).
Алеев Николай Панкратович (?) — городской голова в сентябре — декабре 1917 года. В Вятской Городской думе.
Александр Николаевич Ухтомский [11.07.1829 — 24.05.1891, Рыбинск. Погребён на кладбище при Тихоновской церкви]. Сын князя Николая Васильевича Ухтомского и его жены Елизаветы Алексеевны, урожденной Наумовой. Женат на Елизавета Николаевна Княжна Ухтомская (Алеева) с 30.03.1858. Действительный статский советник. Землевладелец Рыбинского уезда. Образование получил в Морском кадетском корпусе в Петербурге. Служил на Каспийском море и Нижней Волге, составил лоцию Каспийского моря. Капитан-лейтенант в отставке (1861). Председатель Рыбинской земской управы и предводитель дворянства Рыбинского уезда (1871—1891). Почетный мировой судья по Рыбинскому уезду. (1869). Известен своими заботами о народном образовании в городе и уезде.
Алиев, Эрис Хан Султан Гирей Эрис-хан (Эрис-хан-Султан-Гирей) (30.04.1855 — 1920), генерал-майор с 06.12.1903, генерал-лейтенант с 06.12.1907, генерал от инфантерии с 14.04.1913, генерал от артиллерии с 19.03.1914.